# Balance, Not Symmetry
Balance, Not Symmetry è l'album della band alternative rock scozzese Biffy Clyro composto come colonna sonora per l'omonimo film, scritto dal frontman della band Simon Neil assieme al regista Jamie Adams. Registrato agli AIR Studios in Inghilterra, negli Monnow Valley Studio in Galles e negli ICP Studios in Belgio con il co-produttore Adam Noble, è stato pubblicato il 17 Maggio 2019 dalla Warner Bros. Records. Inizialmente disponibile soltanto come contenuto digitale, l'album è stato poi distribuito anche in vinile il 26 Luglio.
A seguito della sua pubblicazione, Balance, Not Symmetry ha debuttato alla posizione numero 8 nella Scottish Albums Chart e alla numero 36 nella UK Albums Chart. La traccia che dà il nome all'album, pubblicata come singolo di lancio il giorno prima della pubblicazione dell'intero album, ha registrato la posizione 65 nella Scottish Singles Chart e la posizione 19 nella UK Rock & Metal Singles Chart. La risposta dei media all'album è stata generalmente positiva: i critici hanno apprezzato la varietà di stili musicali presenti nella colonna sonora, così come le performance vocali di Neil ed i testi delle canzoni.

## Tracce
1. Balance, Not Symmetry – 3:01
2. All Singing and All Dancing – 4:21
3. Different Kind of Love – 3:28
4. Sunrise – 5:01
5. Pink – 1:50
6. Colour Wheel – 5:07
7. Gates of Heaven – 2:40
8. Fever Dream – 6:12
9. Navy Blue – 1:43
10. Tunnels and Trees – 4:07
11. Plead – 4:09
12. The Naturals – 4:19
13. Yellow – 2:25
14. Touch – 5:29
15. Jasabiab – 2:56
16. Following Master – 4:41
17. Adored – 3:46

## Formazione
- Simon Neil – voce, chitarra, tastiere
- James Johnston – basso, cori
- Ben Johnston – batteria, percussioni, cori
- Adam Noble – basso, tastiere, sintetizzatori, organo
- Jakwob – tastiere
- Fyfe Dangerfield – piano
- Blair Mowat – arrangiamenti orchestrali